# Temnosceloides excavatipennis
Temnosceloides excavatipennis là một loài bọ cánh cứng trong họ Cerambycidae.